# HR 753
HD 16160，又名BD+06 398，SAO 110636、HR 753，是一颗位於鯨魚座的恒星，视星等为5.82，位于銀經163.39，銀緯-47.62，其B1900.0坐标为赤經2h 30m 35.7s，赤緯+6° -47.62′ 35″。